# Андерсен, Эрик Бо
Эрик Бо Андерсен (дат. Erik Bo Andersen; род. 14 ноября 1970, Дроннинборг, Орхус) — датский футболист, нападающий известный по выступлениям за «Ольборг», «Рейнджерс» и сборную Дании. Участник Чемпионата Европы 1996 года.

## Клубная карьера
Андерсен родился в Дроннинборге и начал свою карьеру в местном клубе «Дроннинборг Больдклаб». В январе 1992 года он перешёл в «Ольборг», выступающий в датской Суперлиге. В апреле того же года Эрик дебютировал за клуб. В начале он использовался в качестве резервного нападающего, но в марте 1993 года в матче Кубка Дании против «Орхус» забил два гола и завоевал место в основе. В 1995 году Андерсен стал лучшим бомбардиром чемпионата Дании, сделав по ходу первенства два хет-трика и покер. После этого он получил вызов в национальную команду и прозвище «Красный Ромарио», из-за своего огненно рыжего цвета волос. В том же году Эрик благодаря своим бомбардирским навыкам помог команде выиграть чемпионат. В следующем сезоне он забил в первых 20 матчах 13 мячей и был куплен шотландским «Рейнджерс» за 1,2 млн фунтов, где воссоединился в партнёром по сборной Брианом Лаудрупом.
В новой команде за неуклюжий стиль игры Андерсен получил прозвище «Бэмби». Это прозвище он получил после того, как в матче против «Данди Юнайтед» не смог поразить пустые ворота, с двух метров попав в перекладину. Его звездным часов стал Дерби старой фирмы против «Селтика», где выйдя на замену Андерсен забил дважды и принес своему клубу победу. С «Рейнджерс» Эрик дважды выиграл Премьер лигу и Кубок Шотландии, но проиграв конкуренцию за место в основе он вернулся на родину. К таком решению его подтолкнуло ещё неприятный инцидент с Полом Гаскойном, который помочился на него во время одной из предсезонных тренировок.
Новый клубом Эрика стал «Оденсе». Сумма трансфера составила £ 800 тыс. Андерсен забил 6 мячей в 16 матчах, но не смог предотвратить вылета команды. В июле 1998 года он перешёл в немецкий «Дуйсбург», где воссоединился в с партнёром по сборной Стигом Тёфтингом. Во время предсезонной подготовки Эрик получил травму и восстанавливался полтора месяца. Он не смог набрать форму и был отдан в аренду в «Вайле». По окончании аренды Андерсен не захотел возвращаться в «Дуйсбург» и принял приглашение норвежского «Одд». Он получил травму колена осень 2000 года и полгода восстанавливался. Эрик выиграл Кубок Норвегии, но голов за клуб не забил. В 2003 году Андерсен завершил карьеру.

## Международная карьера
В апреле 1995 года в матче против сборной Македонии Андерсен дебютировал за сборную Дании, заменив во втором тайме поединка Петера Рассмуссена. В 1996 году Эрик был включен в заявку на участие в чемпионате Европы в Англии. На турнире он принял участие в матче против сборной Турции.

## Статистика

### Матчи Андерсена за сборную Дании
| Матчи Андерсена за сборную Дании | Матчи Андерсена за сборную Дании | Матчи Андерсена за сборную Дании | Матчи Андерсена за сборную Дании | Матчи Андерсена за сборную Дании | Матчи Андерсена за сборную Дании |
| -------------------------------- | -------------------------------- | -------------------------------- | -------------------------------- | -------------------------------- | -------------------------------- |
| №                                | Дата                             | Соперник                         | Счёт                             | Голы Андерсена                   | Соревнование                     |
| 1                                | 26 апреля 1995                   | Македония                        | 1:0                              | —                                | Чемпионат Европы 1996 (отбор)    |
| 2                                | 31 мая 1995                      | Финляндия                        | 1:0                              | —                                | Товарищеский матч                |
| 3                                | 7 июня 1995                      | Кипр                             | 4:0                              | —                                | Чемпионат Европы 1996 (отбор)    |
| 4                                | 6 сентября 1995                  | Бельгия                          | 3:1                              | —                                | Чемпионат Европы 1996 (отбор)    |
| 5                                | 27 марта 1996                    | Германия                         | 0:2                              | —                                | Товарищеский матч                |
| 6                                | 19 июня 1996                     | Турция                           | 3:0                              | —                                | Чемпионат Европы 1996            |

Итого: 6 матчей / 0 голов; 5 побед, 0 ничьих, 1 поражение.

## Достижения
«Ольборг»
- Чемпионат Дании по футболу: 1994/95

«Рейнджерс»
- Чемпионат Шотландии по футболу (2): 1996, 1997
- Обладатель Кубка Шотландии (2): 1996, 1997

«Одд Гренланд»
- Обладатель Кубка Норвегии: 2000